# Stadtarchiv Wetter

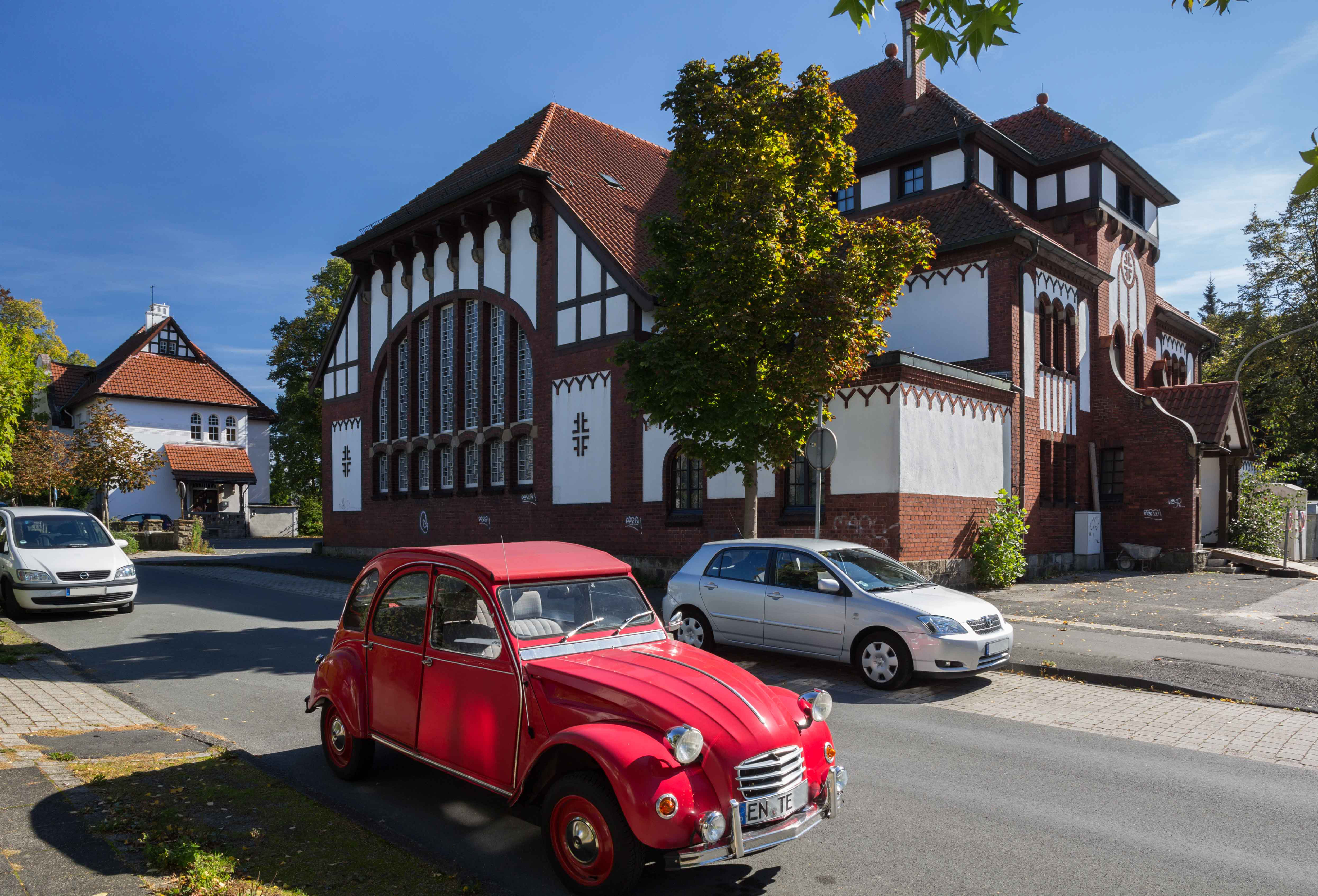
Ehemalige Turnhalle in Wetter (Ruhr), Standort des Stadtarchivs Wetter

Das Stadtarchiv Wetter ist die zentrale Dokumentensammlung der Stadt Wetter (Ruhr).

## Archiv
Zu den früheren Standorten des Stadtarchivs in Wetter gehören das Harkorthaus (Burgstraße 17) und Gebäude in der Kaiserstraße. Seit 2014 befindet es sich zusammen mit dem Archiv des Ennepe-Ruhr-Kreises in einer denkmalgeschützten gründerzeitlichen Turnhalle aus dem 19. Jahrhundert (Theodor-Heuss-Straße 1).
Das Archiv wurde von 1990 bis 2018 von dem Historiker Dietrich Thier (* 1953) geleitet. Er gab eine Reihe von Veröffentlichungen des Stadtarchivs Wetter zur Geschichte des Ortes heraus, die unter anderem das Amt Wetter, das Rathaus Wetter und die Lutherkirche behandelten.

## Bestand
Das Archiv umfasst eine Gesamtüberlieferung von 80 m und beginnt Ende des 15. Jahrhunderts. Es ist in folgende Teilbestände eingeteilt:
- Bestand A: 1483–1803, 2.650 Akten
- Bestand B: 1803–1945, 2.584 Akten
- Bestand BI: 1945–1970, 970 Akten
- Bestand C: Amt Volmarstein, 1754–1970, 641 Akten
- Bestand D: ab 1970, 115 Akten

Zu den Archivalien zählen Schriftgut der Stadtverwaltung über mehrere Jahrhunderte, Nachlässe von Bürgern, Vereinen und Unternehmen, ferner Sonderbestände und Sammlungen, zum Beispiel Karten und Pläne, Münzen und Medaillen, Briefe, Fotos und Zeitungen (u. a. Westfalenpost, Westfälische Rundschau, Ruhrtaler-Zeitung, Wettersche Zeitung).